# Nahom Girmai Netabay
Nahom Girmai Netabay, född 28 augusti 1994, är en svensk fotbollsspelare som spelar för Degerfors IF.

## Karriär
Den 9 december 2017 värvades Netabay av Varbergs BoIS.
Den 11 december 2019 värvades Netabay av IK Sirius, där han skrev på ett tvåårskontrakt. Netabay gjorde allsvensk debut den 14 juni 2020 i en 0–2-förlust mot Djurgårdens IF, där han blev inbytt i den 74:e minuten mot Adam Hellborg.
I december 2021 blev Netabay klar för Kalmar FF. I februari 2024 gick han till Næstved BK i danska andraligan.
Den 8 augusti 2024 presenterades Netabay för Degerfors IF.

## Privat
Netabay har eritreanskt ursprung.